# Sabal mauritiiformis
Sabal mauritiiformis är en enhjärtbladig växtart som först beskrevs av Gustav Karl Wilhelm Hermann Karsten, och fick sitt nu gällande namn av August Heinrich Rudolf Grisebach och Hermann Wendland. Sabal mauritiiformis ingår i släktet Sabal och familjen Arecaceae. Inga underarter finns listade i Catalogue of Life.

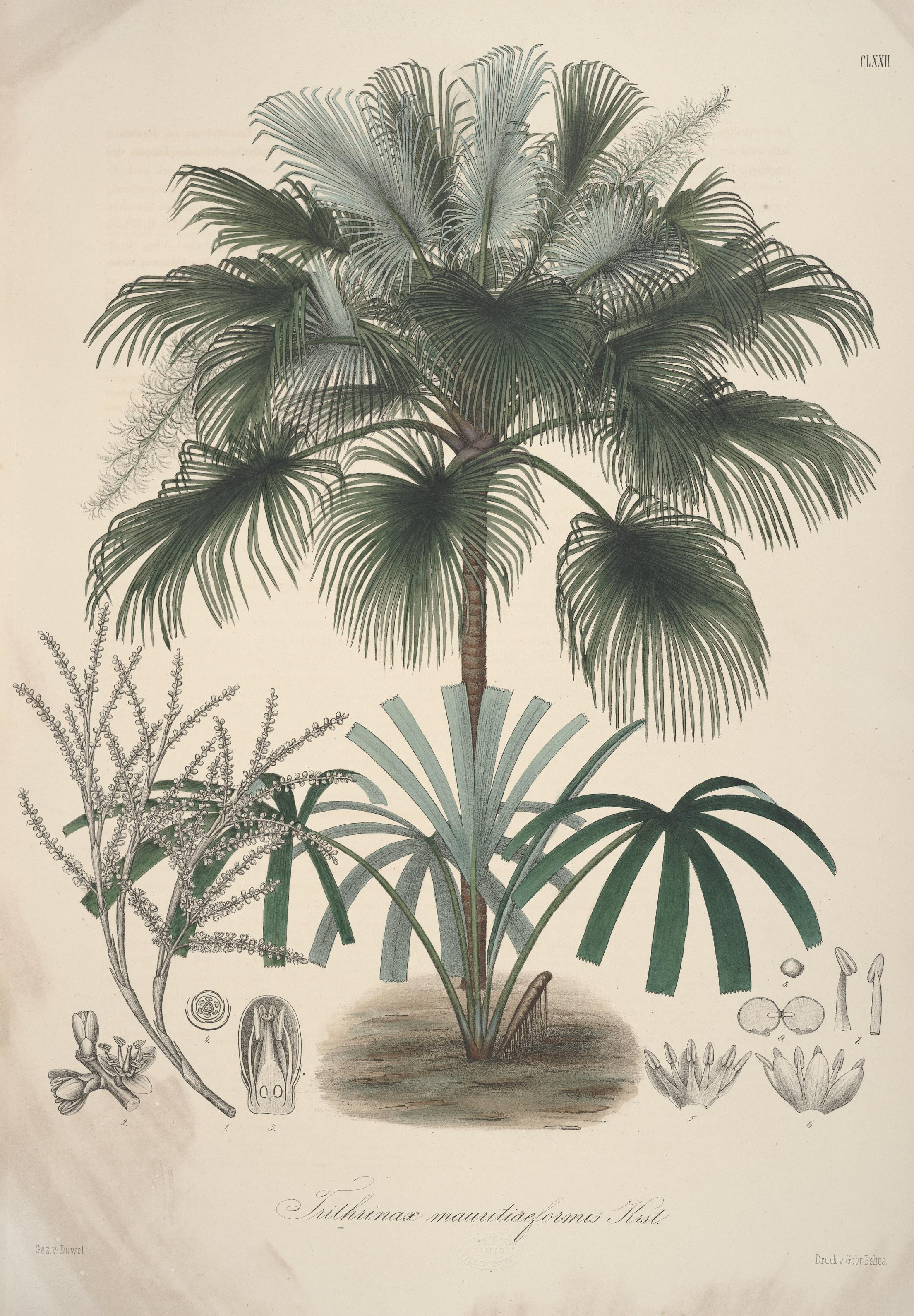
Pl. CLXXII Florae Columbiae.